# Evita (nhạc phim)
Evita là album nhạc phim thứ ba của nghệ sĩ thu âm người Mỹ Madonna, phát hành ngày 12 tháng 11 năm 1996 bởi Warner Bros. Records để quảng bá cho bộ phim năm 1996, Evita. Bộ phim được dựa trên vở nhạc kịch năm 1978 cùng tên của Tim Rice và Andrew Lloyd Webber, với nội dung đề cập đến cuộc đời của Đệ nhất phu nhân Argentina, Eva Perón. Nó được xem là một album của Madonna, trong đó cô thể hiện phần lớn những bài hát trong album, bên cạnh những tác phẩm của nhiều nghệ sĩ khác như Antonio Banderas, Jonathan Pryce và Jimmy Nail. Sau khi đảm nhận vai chính trong Evita, Madonna đã phải trải qua khóa đào tạo giọng hát nhằm nâng cao khả năng ca hát của cô. Đạo diễn Alan Parker đã làm việc với Rice và Lloyd Webber để thực hiện nhạc phim, biên tập lại những bài hát gốc và sáng tác một bài hát mới, "You Must Love Me", cho bộ phim.
Những diễn viên của Evita đã rất căng thẳng trong quá trình thu âm cho nhạc phim, vì đa số họ không xuất thân là những ca sĩ. Phong cách âm nhạc của nó là sự khác biệt hoàn toàn so với những tác phẩm trước của Madonna, và cô không cảm thấy thoải mái khi thu âm trực tiếp với dàn nhạc. Sau một cuộc họp khẩn cấp với nhà sản xuất, họ quyết định sẽ tách biệt phần thu âm ở những địa điểm riêng. Quá trình biên soạn cho Evita kéo dài gần bốn tháng để hoàn thiện, trong đó Rice và Lloyd Webber sử dụng những kỹ thuật cổ điển để sáng tạo trong âm nhạc, và lấy "Don't Cry for Me Argentina" làm chủ đề trung tâm. Thông qua những bài hát trong album, nó kể lên câu chuyện về cuộc đời của Eva Perón, từ quá trình bắt đầu đến đỉnh cao danh tiếng, sự nghiệp chính trị và cái chết của bà. Evita được phát hành với hai phiên bản khác nhau, bao gồm một phiên bản hai đĩa với tất cả những bài hát từ bộ phim, và một phiên bản một đĩa với những bài hát nổi bật được lựa chọn.
Ba đĩa đơn đã được phát hành từ album: "You Must Love Me", "Don't Cry for Me Argentina" và "Another Suitcase in Another Hall", trong đó "You Must Love Me" chiến thắng giải Quả cầu vàng và Oscar cho Bài hát gốc xuất sắc nhất vào năm 1997. Sau khi phát hành, nó nhận được những phản ứng trái chiều từ các nhà phê bình âm nhạc, trong đó họ không đánh giá cao quá trình biên soạn của nhạc phim nhưng giành nhiều lời khen cho khả năng ca hát của Madonna. Album cũng gặt hái những thành công vượt trội về mặt thương mại, đứng đầu các bảng xếp hạng tại Áo, Bỉ, Cộng Hòa Séc, Hy Lạp, Ireland, Thụy Sĩ và Vương quốc Anh, và lọt vào top 5 ở hầu hết những thị trường khác. Tại Hoa Kỳ, Evita đạt vị trí thứ hai trên bảng xếp hạng Billboard 200, và được chứng nhận năm đĩa Bạch kim từ Hiệp hội Công nghiệp ghi âm Mỹ (RIAA). Tính đến nay, nó đã bán được hơn 11 triệu bản trên toàn thế giới.

## Danh sách bài hát
Tất cả lời bài hát được viết bởi Tim Rice; tất cả nhạc phẩm được soạn bởi Andrew Lloyd Webber.
| Evita: The Complete Motion Picture Music Soundtrack – Đĩa 1 | Evita: The Complete Motion Picture Music Soundtrack – Đĩa 1 | Evita: The Complete Motion Picture Music Soundtrack – Đĩa 1 | Evita: The Complete Motion Picture Music Soundtrack – Đĩa 1 |
| STT                                                         | Nhan đề                                                     | Trình bày                                                   | Thời lượng                                                  |
| ----------------------------------------------------------- | ----------------------------------------------------------- | ----------------------------------------------------------- | ----------------------------------------------------------- |
| 1.                                                          | "A Cinema in Buenos Aires, ngày 26 tháng 7 năm 1952"        |                                                             | 1:20                                                        |
| 2.                                                          | "Requiem for Evita"                                         |                                                             | 4:16                                                        |
| 3.                                                          | "Oh What a Circus"                                          | Antonio Banderas Madonna                                    | 5:44                                                        |
| 4.                                                          | "On This Night of a Thousand Stars"                         | Jimmy Nail                                                  | 2:24                                                        |
| 5.                                                          | "Eva and Magaldi / Eva Beware of the City"                  | Madonna Jimmy Nail Antonio Banderas Julian Littman          | 5:20                                                        |
| 6.                                                          | "Buenos Aires"                                              | Madonna                                                     | 4:09                                                        |
| 7.                                                          | "Another Suitcase in Another Hall"                          | Madonna                                                     | 3:33                                                        |
| 8.                                                          | "Goodnight and Thank You"                                   | Madonna Antonio Banderas                                    | 4:18                                                        |
| 9.                                                          | "The Lady's Got Potential"                                  | Antonio Banderas                                            | 4:24                                                        |
| 10.                                                         | "Charity Concert / The Art of the Possible"                 | Jimmy Nail Jonathan Pryce Antonio Banderas Madonna          | 2:33                                                        |
| 11.                                                         | "I'd Be Surprisingly Good for You"                          | Madonna Jonathan Pryce                                      | 4:18                                                        |
| 12.                                                         | "Hello and Goodbye"                                         | Madonna Andrea Corr Jonathan Pryce                          | 1:46                                                        |
| 13.                                                         | "Peron's Latest Flame"                                      | Antonio Banderas Madonna                                    | 5:17                                                        |
| 14.                                                         | "A New Argentina"                                           | Madonna Jonathan Pryce Antonio Banderas                     | 8:13                                                        |

| Evita: The Complete Motion Picture Music Soundtrack – Đĩa 2 | Evita: The Complete Motion Picture Music Soundtrack – Đĩa 2 | Evita: The Complete Motion Picture Music Soundtrack – Đĩa 2                      | Evita: The Complete Motion Picture Music Soundtrack – Đĩa 2 |
| STT                                                         | Nhan đề                                                     | Trình bày                                                                        | Thời lượng                                                  |
| ----------------------------------------------------------- | ----------------------------------------------------------- | -------------------------------------------------------------------------------- | ----------------------------------------------------------- |
| 1.                                                          | "On the Balcony of the Casa Rosada (Part 1)"                | Jonathan Pryce                                                                   | 1:28                                                        |
| 2.                                                          | "Don't Cry for Me Argentina"                                | Madonna                                                                          | 5:31                                                        |
| 3.                                                          | "On the Balcony of the Casa Rosada (Part 2)"                | Madonna                                                                          | 2:00                                                        |
| 4.                                                          | "High Flying, Adored"                                       | Antonio Banderas Madonna                                                         | 3:32                                                        |
| 5.                                                          | "Rainbow High"                                              | Madonna                                                                          | 2:26                                                        |
| 6.                                                          | "Rainbow Tour"                                              | Antonio Banderas Gary Brooker Peter Polycarpou Jonathan Pryce Madonna John Gower | 4:50                                                        |
| 7.                                                          | "The Actress Hasn't Learned the Lines (You'd Like to Hear)" | Madonna Antonio Banderas                                                         | 2:31                                                        |
| 8.                                                          | "And the Money Kept Rolling In (and Out)"                   | Antonio Banderas                                                                 | 3:53                                                        |
| 9.                                                          | "Partido Feminista"                                         | Madonna                                                                          | 1:40                                                        |
| 10.                                                         | "She Is a Diamond"                                          | Jonathan Pryce                                                                   | 1:39                                                        |
| 11.                                                         | "Santa Evita"                                               |                                                                                  | 2:30                                                        |
| 12.                                                         | "Waltz for Eva and Che"                                     | Madonna Antonio Banderas                                                         | 4:31                                                        |
| 13.                                                         | "Your Little Body's Slowly Breaking Down"                   | Madonna Jonathan Pryce                                                           | 1:24                                                        |
| 14.                                                         | "You Must Love Me"                                          | Madonna                                                                          | 2:50                                                        |
| 15.                                                         | "Eva's Final Broadcast"                                     | Madonna                                                                          | 3:05                                                        |
| 16.                                                         | "Latin Chant"                                               |                                                                                  | 2:11                                                        |
| 17.                                                         | "Lament"                                                    | Madonna Antonio Banderas                                                         | 5:17                                                        |
| Tổng thời lượng:                                            | Tổng thời lượng:                                            | Tổng thời lượng:                                                                 | 1:47:30                                                     |

| Evita: Music from the Motion Picture – Bản một đĩa | Evita: Music from the Motion Picture – Bản một đĩa | Evita: Music from the Motion Picture – Bản một đĩa | Evita: Music from the Motion Picture – Bản một đĩa |
| STT                                                | Nhan đề                                            | Trình bày                                          | Thời lượng                                         |
| -------------------------------------------------- | -------------------------------------------------- | -------------------------------------------------- | -------------------------------------------------- |
| 1.                                                 | "Requiem for Evita"                                |                                                    | 4:17                                               |
| 2.                                                 | "Oh What a Circus"                                 | Antonio Banderas Madonna                           | 5:44                                               |
| 3.                                                 | "On This Night of a Thousand Stars"                | Jimmy Nail                                         | 2:23                                               |
| 4.                                                 | "Eva and Magaldi / Eva Beware of the City"         | Madonna Jimmy Nail Antonio Banderas Julian Littman | 5:20                                               |
| 5.                                                 | "Buenos Aires"                                     | Madonna                                            | 4:08                                               |
| 6.                                                 | "Another Suitcase in Another Hall"                 | Madonna                                            | 3:32                                               |
| 7.                                                 | "Goodnight and Thank You"                          | Madonna Antonio Banderas                           | 4:17                                               |
| 8.                                                 | "I'd Be Surprisingly Good for You"                 | Madonna Jonathan Pryce                             | 4:17                                               |
| 9.                                                 | "Peron's Latest Flame"                             | Antonio Banderas Madonna                           | 5:17                                               |
| 10.                                                | "A New Argentina"                                  | Madonna Jonathan Pryce Antonio Banderas            | 4:16                                               |
| 11.                                                | "Don't Cry for Me Argentina"                       | Madonna                                            | 5:34                                               |
| 12.                                                | "High Flying, Adored"                              | Antonio Banderas Madonna                           | 3:31                                               |
| 13.                                                | "Rainbow High"                                     | Madonna                                            | 2:27                                               |
| 14.                                                | "And the Money Kept Rolling In (and Out)"          | Antonio Banderas                                   | 3:47                                               |
| 15.                                                | "She Is a Diamond"                                 | Jonathan Pryce                                     | 1:39                                               |
| 16.                                                | "Waltz for Eva and Che"                            | Madonna Antonio Banderas                           | 4:12                                               |
| 17.                                                | "You Must Love Me"                                 | Madonna                                            | 2:50                                               |
| 18.                                                | "Eva's Final Broadcast"                            | Madonna                                            | 5:15                                               |
| 19.                                                | "Lament"                                           | Madonna Antonio Banderas                           | 4:10                                               |
| Tổng thời lượng:                                   | Tổng thời lượng:                                   | Tổng thời lượng:                                   | 1:17:17                                            |

## Xếp hạng
| Bảng xếp hạng (1996–97)                  | Vị trí cao nhất |
| ---------------------------------------- | --------------- |
| Album Úc (ARIA)                          | 5               |
| Album Áo (Ö3 Austria)                    | 1               |
| Album Bỉ (Ultratop Vlaanderen)           | 1               |
| Album Bỉ (Ultratop Wallonie)             | 1               |
| Canada (RPM)                             | 5               |
| Cộng Hòa Séc (ČNS IFPI)                  | 1               |
| Đan Mạch (Tracklisten)                   | 4               |
| Album Hà Lan (Album Top 100)             | 6               |
| Châu Âu (European Top 100 Albums)        | 1               |
| Album Phần Lan (Suomen virallinen lista) | 17              |
| Album Pháp (SNEP)                        | 2               |
| Đức (Offizielle Top 100)                 | 2               |
| Hy Lạp (IFPI)                            | 1               |
| Album Hungaria (MAHASZ)                  | 3               |
| Ý (FIMI)                                 | 2               |
| Ireland (IRMA)                           | 1               |
| Nhật Bản (Oricon)                        | 21              |
| Album New Zealand (RMNZ)                 | 6               |
| Album Na Uy (VG-lista)                   | 3               |
| Bồ Đào Nha (AFP)                         | 4               |
| Album Scotland (OCC)                     | 1               |
| Tây Ban Nha (PROMUSICAE)                 | 16              |
| Album Thụy Điển (Sverigetopplistan)      | 5               |
| Album Thụy Sĩ (Schweizer Hitparade)      | 1               |
| Album Anh Quốc (OCC)                     | 1               |
| Album Hoa Kỳ Billboard 200               | 2               |
| Album Hoa Kỳ Soundtrack (Billboard)      | 1               |

| Bảng xếp hạng (1996)                      | Vị trí |
| ----------------------------------------- | ------ |
| UK Albums (OCC)                           | 45     |
| Bảng xếp hạng (1997)                      | Vị trí |
| Australian Albums (ARIA)                  | 49     |
| Austrian Albums (Ö3 Austria)              | 4      |
| Danish Albums (Hitlisten)                 | 15     |
| Dutch Albums (MegaCharts)                 | 27     |
| Europe (European Top 100 Albums)          | 6      |
| German Albums (Offizielle Top 100)        | 13     |
| Italian Albums (FIMI)                     | 15     |
| New Zealand (Recorded Music NZ)           | 40     |
| Norwegian Winter Period Albums (VG-lista) | 4      |
| Swedish Albums (Sverigetopplistan)        | 89     |
| Swiss Albums (Schweizer Hitparade)        | 12     |
| UK Albums (OCC)                           | 23     |
| US Billboard 200                          | 26     |
| US Soundtrack Albums (Billboard)          | 5      |

## Chứng nhận
| Quốc gia                                                                           | Chứng nhận  | Số đơn vị/doanh số chứng nhận |
| ---------------------------------------------------------------------------------- | ----------- | ----------------------------- |
| Argentina (CAPIF)                                                                  | Bạch kim    | 60.000^                       |
| Úc (ARIA)                                                                          | Bạch kim    | 70.000^                       |
| Úc (ARIA) Bản hai đĩa                                                              | Vàng        | 35.000^                       |
| Áo (IFPI Áo)                                                                       | 2× Bạch kim | 100.000*                      |
| Brasil (Pro-Música Brasil)                                                         | Vàng        | 100.000*                      |
| Đức (BVMI)                                                                         | Bạch kim    | 500.000^                      |
| Hồng Kông (IFPI Hồng Kông)                                                         | Bạch kim    | 20.000*                       |
| Hà Lan (NVPI)                                                                      | Vàng        | 50.000^                       |
| New Zealand (RMNZ)                                                                 | Bạch kim    | 15.000^                       |
| Na Uy (IFPI)                                                                       | Vàng        | 25.000*                       |
| Tây Ban Nha (PROMUSICAE)                                                           | Vàng        | 50.000^                       |
| Thụy Sĩ (IFPI)                                                                     | Bạch kim    | 50.000^                       |
| Anh Quốc (BPI)                                                                     | 2× Bạch kim | 600.000^                      |
| Hoa Kỳ (RIAA)                                                                      | 5× Bạch kim | 2.500.000                     |
| Tổng hợp                                                                           |             |                               |
| Toàn cầu                                                                           | —           | 11.000.000                    |
| * Chứng nhận dựa theo doanh số tiêu thụ. ^ Chứng nhận dựa theo doanh số nhập hàng. |             |                               |

1. ↑  Hiệp hội Công nghiệp ghi âm Mỹ ghi nhận một album đôi như là hai đơn vị khác nhau, dẫn đến việc album được chứng nhận năm đĩa Bạch kim cho doanh số tiêu thụ 2,5 triệu bản.